# Jurij Dudnik
Jurij Wołodymyrowycz Dudnik, ukr. Юрій Володимирович Дуднік, ros. Юрий Владимирович Дудник, Jurij Władimirowicz Dudnik (ur. 26 września 1968 w Ługańsku) – ukraiński piłkarz, grający na pozycji pomocnika, a wcześniej obrońcy, reprezentant Ukrainy, trener piłkarski.

## Kariera piłkarska

### Kariera klubowa
Wychowanek klubu Szachtar Donieck, w drużynie rezerwowej którego rozpoczął karierę piłkarską w 1986. W 1988 występował w Szachtarze Gorłówka, a później w Tawrii Symferopol. W 1989 został piłkarzem Metałurha Zaporożea, w której występował przez pięć lat. W 1993 został zaproszony do CSKA Moskwa, ale po zakończeniu sezonu powrócił do Metałurha. Po występach w Krywbasie Krzywy Róg, Karpatach Lwów oraz Rostsielmaszu Rostów nad Donem w 1999 kolejny raz wrócił do Metałurha. Następnie bronił barw takich klubów jak: Stal Ałczewsk, Wołyń Łuck, Nywa Winnica, Stal Dnieprodzierżyńsk, Bananc Erywań i Zakarpattia Użhorod. W 2007 przeniósł się do Dnipra Czerkasy, w którym zakończył karierę piłkarską.

### Kariera reprezentacyjna
26 sierpnia 1992 debiutował w drużynie narodowej Ukrainy w przegranym 1:2 meczu towarzyskim z Węgrami. Łącznie rozegrał 2 gry reprezentacyjne.

## Kariera trenerska
Jeszcze będąc piłkarzem Dnipra Czerkasy łączył również funkcje trenerskie. Od 2007 prowadził drugą drużynę Zorii Ługańsk. W marcu 2008 po zwolnieniu trenera Ołeksandra Kosewicza otrzymał propozycję pomagać nowemu trenerowi Anatolijewu Wołobujewu. A kiedy 19 maja 2009 przed dwoma ostatnimi kolejkami Mistrzostw Ukrainy Wołobujew był zwolniony, został wyznaczony pełnić obowiązki głównego trenera Zorii, a 23 września po objęciu stanowiska trenerskiego przez Jurija Kowala pozostał w sztabie szkoleniowym Zorii.

## Sukcesy i odznaczenia

### Sukcesy klubowe
- brązowy medalista Mistrzostw Ukrainy: 1998
- mistrz Pierwszej lihi Ukrainy: 2001
- finalista Pucharu Rosji: 1993

### Odznaczenia
- tytuł Mistrza Sportu ZSRR